# Amministrazione giudiziaria italiana
L'amministrazione giudiziaria italiana, indica il complesso degli organi che esercitano la funzione della giurisdizione in Italia.

## Finalità
Nel corso di un procedimento penale, il Giudice per le indagini preliminari, su richiesta del Pubblico ministero che conduce le indagini, può disporre, a titolo cautelare, il sequestro preventivo ai sensi dell'art. 321 e segg. Cod.Proc. Pen., di patrimoni, aziende, titoli, conti correnti, beni mobili ed immobili di cui è consentita anche la confisca.
In tale ipotesi, al fine di assicurare la custodia, la conservazione e l'amministrazione dei beni, il Giudice che ha disposto il sequestro, nelle more dello svolgimento delle occorrenti indagini e dell'istruzione del processo, allorquando sia sequestrata una o più aziende cui assicurare la continuità del ciclo produttivo ed i livelli occupazionali, procede alla nomina di un Amministratore di riconosciute esperienza e professionalità, ai sensi dell'art. 12 sexies, I, III e IV comma bis, DL 306/1992, convertito con modificazioni in legge 356/92. Tale disposizione normativa che regola i poteri e le facoltà concesse all'Amministratore Giudiziario è definita “norma di collegamento”, atteso che richiama il disposto normativo di cui agli artt. 1 e segg. della legge fondamentale (Rognoni-La Torre) 575/65 e successive modificazione e integrazioni, (d.lgs. 159/2011); in particolare delle disposizioni che interessano la gestione e la destinazione dei beni sequestrati o confiscati (titolo III d.lgs. 159/2011)

## Incombenze dell'amministratore giudiziario
L'Amministratore giudiziario opera in stretto rapporto con il giudice, definito Giudice delegato alla misura applicata, il quale autorizza, tra gli altri, di volta in volta ed a seguito delle relazioni/Istanze scritte dall'Amministratore giudiziario, il compimento degli atti di straordinaria amministrazione.
L'Amministratore giudiziario, nello svolgimento del suo incarico, è altresì obbligato al deposito di relazioni e di rendiconti periodici relativi all'attività svolta e, all'atto della definizione del procedimento, alla redazione del rendiconto finale nonché – in ragione degli esiti del detto procedimento - alla restituzione dei beni all'avente diritto o, nell'ipotesi in cui venga disposta la confisca, alla consegna all'Erario; in tale ipotesi può assumere l'incarico di Coadiutore dell'Agenzia Nazionale dei beni sequestrati e confiscati alla criminalità organizzata (ANBSC).

## Riferimenti normativi
- Codice di procedura penale